# Эммануэль 7
«Эммануэль на седьмом небе» (фр. Emmanuelle au 7ème ciel) — кинофильм. Экранизация произведения, автор которого — Эммануэль Арсан.

## Сюжет
Новые эротические приключения Эммануэль — теперь она становится учительницей для своих молодых учениц. Она решила использовать компьютерные технологии для реализации эротических фантазий. Используя виртуальную реальность, она помогает раскрыть все эротические фантазии своих спутниц.

## В ролях
- Сильвия Кристель — Эммануэль
- Кэролайн Лоуренс — Софи
- Кэролин Монро (в титрах: Лора Дин) — Мэри
- Энни Беллак — юная Эммануэль
- Синтия Ван Дамм — юная Софи
- Джули Жалабер — Мелани
- Роланд Ваден — Франц Готцерман
- Джоэл Буи — Атисан Хан
- Роберто Малоне — Карлос
- Жан-Марк Вассёр — Заказчик